# Studio Radioaktywni
Studio Radioaktywni – studio nagraniowe, działające od 1995 roku w Blachowni. Ma na swoim koncie udział przy powstaniu ponad 100 albumów oraz kilku produkcji filmowych i teatralnych. Właścicielami studia są Adam Celiński – realizator nagrań, producent i muzyk oraz Filip Celiński – realizator nagrań, producent i muzyk.
W studiu nagrywali m.in.: Hanna Banaszak, Joszko Broda, Dick4Dick, Mikey Dread, Andrzej Grabowski, Antoni Gralak, Habakuk, Infernal War, Janusz Iwański, Piotr Iwicki, Marek Jackowski, Korbowód, Kriegsmaschine, Milo Kurtis, Maciej Maleńczuk, Paktofonika, Piotr Pawlak, Maria Peszek, Pospieszalscy, Proletaryat, Janusz Radek, Andrzej Ryszka, Stanisław Sojka, Zygmunt Staszczyk, Justyna Steczkowska, Jacek Szymkiewicz, T.Love, Wojciech Waglewski, Zakopower.
Ze studiem współpracowali również twórcy filmowi, m.in.: Bartosz Brzeskot, Ireneusz Dobrowolski, Bogusław Linda, Michał Rosa, Władysław Sikora.